# Jaroslavská oblast
Jaroslavská oblast (rusky Ярославская область) je federální subjekt Ruské federace – oblast, která patří do Centrálního federálního okruhu. Sousedí s Kostromskou, Tverskou, Vladimirskou, Moskevskou, Ivanovskou a Vologdskou oblastí.

## Historie
Oblast je jednou z nejstarších součástí území ruského státu. V 11. a 12. století byla součástí Rostovsko-Suzdalského knížectví. Od roku 1218 bylo zformováno samostatné Jaroslavské knížectví, které bylo roku 1463 přičleněno k Moskevskému knížectví. Jaroslavská oblast byla založena rozdělením Ivanovské průmyslové oblasti 11. března 1936.

## Oblastní symboly

### Vlajka
Vlajka Jaroslavské oblasti je tvořena žlutým listem o poměru stran 2:3, v jehož středu je umístěn černý, stojící medvěd, který drží levou tlapou na levém rameni stříbrnou sekeru (halapartnu) s červeným topůrkem.

## Geografie
Jaroslavská oblast leží ve středu evropské části Ruska. Na jejím území je velké množství vodních toků, z nichž největší a nejvýznamnější je Volha, na které jsou postaveny tři přehrady – Ugličská, Rybinská a Gorkovská přehrada. Klima je mírné – kontinentální s dlouhými zimami a krátkým, ale relativně teplým létem. Původně byla oblast hustě pokryta jedlovými a borovými lesy, které ale nahradily porosty březovo-osikové. Významnou část oblasti také zabírají bažiny a rašeliniště. Oblast je místem hnízdění velkého množství ptáků. V oblasti se také nachází celá řada minerálních a léčebných pramenů. Ze surovinových zdrojů se vyskytují pouze stavební materiály (písek, jíly, štěrky) a rašelina.

## Hospodářství
Jaroslavská oblast patří k průmyslově nejrozvinutějším oblastem Ruska. Nejvýznamnějším oborem je strojírenství – elektrotechnický průmysl, výroba strojů, chemický průmysl, atd.

## Obyvatelstvo
Obyvatelstvo je z velké většiny ruské národnosti. Podíl městského obyvatelstva dosahuje cca 81 %.
| Národnost                                    | Počet v roce 2002 (tis.) |
| -------------------------------------------- | ------------------------ |
| Rusové                                       | 1301,1                   |
| Ukrajinci                                    | 13,2                     |
| Tataři                                       | 6,2                      |
| Arméni                                       | 6,0                      |
| Ázerbájdžánci                                | 5,7                      |
| pouze národnosti s více než 5000 příslušníky |                          |

## Administrativní dělení
Ivanovská oblast se dělí na 17 rajónů a 3 městské okruhy (Jaroslavl, Pereslavl-Zalesskij, Rybinsk).